# Apogonichthyoides chrysurus
Apogonichthyoides chrysurus és una espècie de peix pertanyent a la família dels apogònids.

## Descripció
- Pot arribar a fer 4 cm de llargària màxima.[5][6]

## Hàbitat
És un peix marí, associat als esculls i de clima temperat.

## Distribució geogràfica
Es troba a Bali (Indonèsia) i l'est d'Austràlia.

## Observacions
És inofensiu per als humans i de costums nocturns.